# Perfect Pass
Il Perfect Pass è un sistema di controllo velocità utilizzato sulle barche da sci nautico

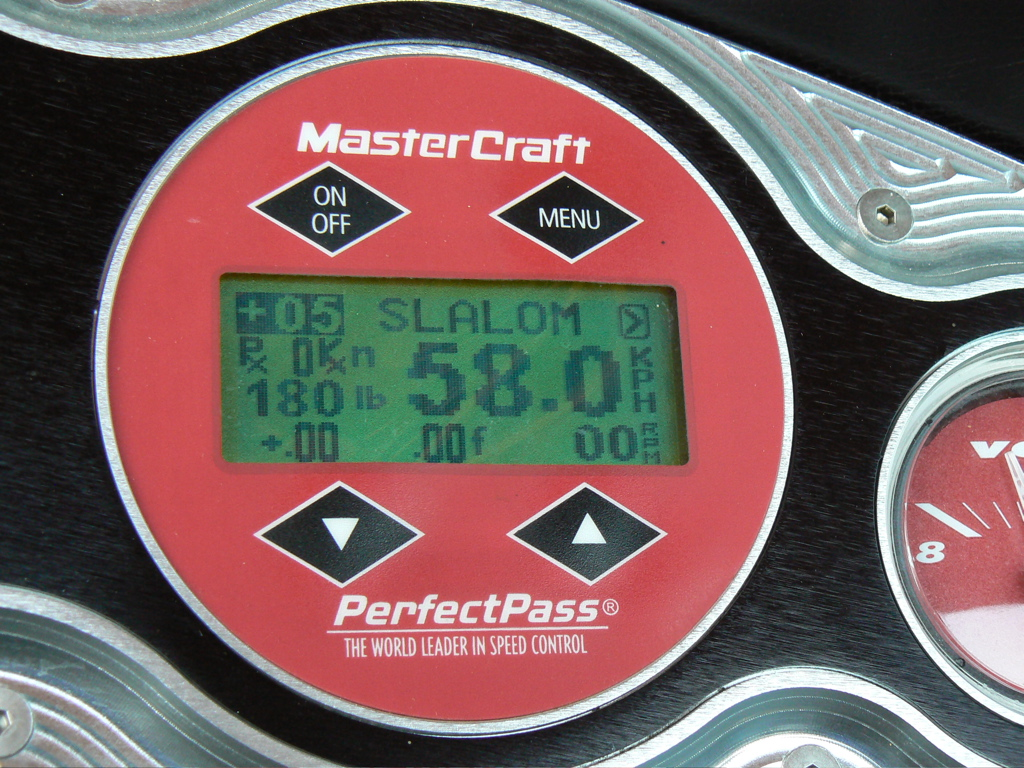
Un Perfect Pass di ultima generazione

## Storia
Perfect Pass nasce nel 1995 grazie ad Eric Horton, Randy Eisener e Gary Allen, spinti dalla volontà di riportare nelle discipline dello sci nautico una sistematicità di controllo delle velocità e dei tempi delle barche. In questo modo la funzione di controllo e di applicazione dei tempi di velocità corretti veniva svolta da una macchina in un solo procedimento. In quell'anno sviluppano la prima versione del celebre Speed Control, che sarà destinata ad influenzare i successivi cambiamenti tecnici ed agonistici dello sport a cui ha da sempre fatto riferimento.

## Funzione
Il Perfect Pass svolge sostanzialmente la funzione di mantenimento della velocità della barca, grazie a parametri che impediscono l'influsso da parte del vento o dell'opposizione dello sciatore nella fase di tiro. Infatti, sebbene solo in due discipline su quattro (Slalom e Salto) un cambiamento di velocità potrebbe svantaggiare o avvantaggiare un atleta, anche nelle Figure e nel Wakeboard il mantenimento costante della velocità scelta dall'atleta è necessario per un'esecuzione paritaria e ottimale della prestazione.

## Controllo tempi
Il controllo dei tempi viene effettuato, nel Salto e nello Slalom, ponendo dei magneti sotto le boe componenti i corridoi di gara. I sensori posti in barca, ricevuto il primo segnale, calcolano i vari tempi trascorsi ad ogni impulso ricevuto, e la somma dei segmenti temporali darà luogo al tempo finale. Sia il tempo finale sia determinati segmenti temporali devono rimanere entro tolleranze ben definite, altrimenti lo sciatore dovrà ripetere il gesto tecnico: ripetere il salto oppure il campo nel caso dello slalom. Dal 2006 è obbligatorio che il giudice presente in barca, in parte al pilota, abbia sott'occhio un video illustrante i dati che il pilota cambia ed i tempi di ogni passaggio, al fine di ottenere ancora più rigore e parità nelle velocità.

## Disposizione in barca

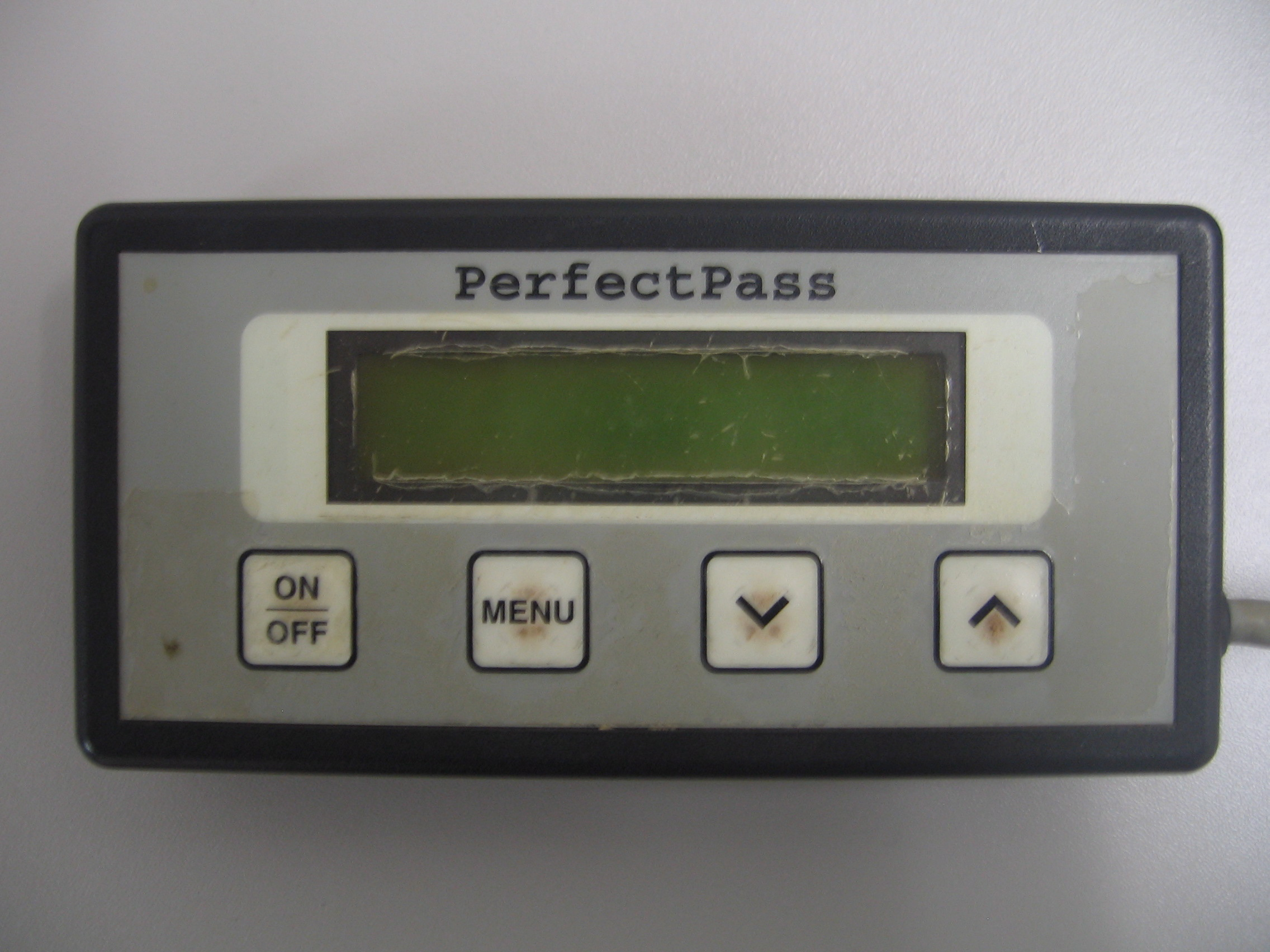
Un Perfect Pass di 1ª generazione

Nei primi anni il display del Perfect Pass era esterno, di forma parallelepipeda e posto sul cruscotto tramite adesivo o viti autofilettanti.
Ora il display principale è posto nel cruscotto di fronte al pilota, solitamente di fianco al conta-giri oppure al display illustrante le due velocità, chilometri orari e/o miglia orarie. Il computer di bordo di cui il display mostra le operazioni, gestisce un attuatore che, controllando i giri della barca, riesce a mantenere la velocità costante.
I sensori, che ricevono l'impulso dai magneti posti sotto le boe del corridoio, sono posizionati ai lati dei sedili: il sensore destro a destra del sedile del pilota; il sensore sinistro a destra del sedile del giudice.
Uno strumento chiamato "switch" è presente nella disciplina del salto per compensare il tiro dello sciatore, con un parametro letterario dato dallo sciatore stesso prima della gara: questa lettera, a seconda del peso dello sciatore, della velocità scelta della barca, e della sua miglior prestazione di sempre, deve mantenersi entro un certo range, ovvero le tre lettere precedenti o successive a quella ideale. Lo switch è utilizzato anche nella disciplina dello slalom, ma il parametro influente (Px) è facoltativo ed incide nella risposta del tiro dello sciatore, aumentando i giri.
In passato il pilota aveva un tasto a parte (vicino alla manopola del gas) dove poteva far partire un timer di 20 secondi, per verificare se il passaggio di figure fosse stato eseguito in tempo. Ora questa funzione, utilissima nell'allenamento della disciplina, è selezionabile dal display principale nella modalità "Figure".

## Modalità
Il Perfect Pass possiede delle modalità definite in base alla specifica disciplina.

### Slalom
La modalità slalom necessità di questi paramentri per il traino di uno slalomista:
- Velocità: questa viene scelta dallo slalomista in base alle sue capacità

- RPM: valore di compensazione giri del motore, stabilito in base all'opposizione effettuabile dallo slalomista. Qualora sia necessaria una modifica per un'errata valutazione dell'RPM da parte del pilota, il display mostra, una volta finito il passaggio, la modifica consigliata.

- Peso dell'equipaggio: valore in libbre che corrisponde alla somma di peso delle persone presenti in barca.

- Peso dell'atleta: peso dello slalomista in libbre

- All Buoy Time: schermata in cui è possibile controllare i tempi della barca in tutti i segmenti del corridoio.

- Px: valore percentuale (opzionale) che fornisce una compensazione di RPM secondo il peso dello sciatore. Ad esempio, uno sciatore di 200 libbre, scelto un valore di 20px, avrà una compensazione in tiro di 40 libbre.

- Kx: valore che consente di controllare la velocità di risposta della valvola a farfalla del motore. Il valore normale è "n". I valori crescenti sono "+" e "++", mentre il valore descrente è "-"

### Salto

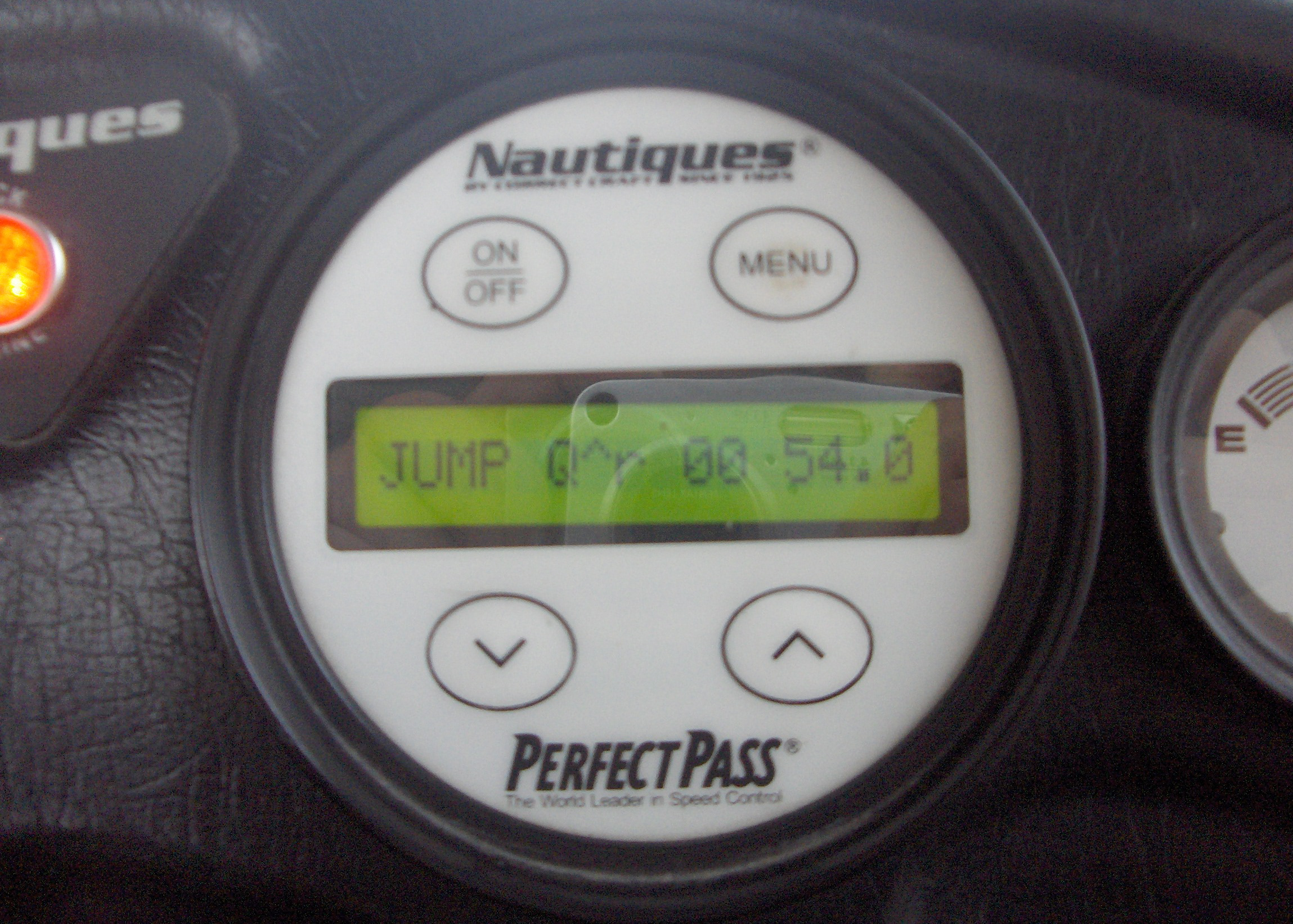
Un Perfect Pass di 2ª generazione, in modalità Salto

Nel Salto, in aggiunta al perfect pass, viene utilizzato anche lo "switch", ossia un sensore applicato alla corda che, sotto pressione, aumenta i giri del motore fornendo all'atleta una maggior resistenza, tradotta da quest'ultimo in accelerazione. La reazione dello switch è regolabile tramite un sistema unitario e universale ordinato da lettere. Più la lettera è alta, più la barca, sotto il tiro dello sciatore, tenderà a compensare l'ipotetica diminuzione di velocità. Nella scelta della lettera si tiene conto di vari fattori:
- Peso dell'atleta: Peso del saltatore in libbre.

- Prestazione dell'atleta: Miglior prestazione di sempre del saltatore.

- Velocità della barca: questa viene scelta dal saltatore in base alle sue capacità ed entro il limite di categoria.

Nella scelta della lettera l'atleta può avvalersi di un range di tre lettere in più o in meno rispetto a quella che gli compete da regolamento.
Inoltre lo sciatore può richiedere un aumento della velocità nella seconda parte del percorso, in modo tale da ottenere più accelerazione nello spazio utile per l'attacco alla rampa, sempre nel rispetto del range di tolleranza dei tempi del passaggio.

### Figure
Poiché nelle figure la velocità non è un obbiettivo della disciplina, né tanto meno un aiuto, ma semplicemente una scelta personale dell'atleta, non ci sono particolari parametri da impostare.
Sostanzialmente c'è il parametro Velocità dove il pilota imposta la velocità richiesta dal figurinista, con precisione di 0,2 km/h. Esiste inoltre, nei sistemi più aggiornati, un parametro chiamato Kd, con valori che vanno da 14 a 18, dove si può controllare la rigidità del tiro della barca.

### Wakeboard
Poiché nel wakeboard la velocità non è un obiettivo della disciplina, né tanto meno un aiuto, ma semplicemente una scelta personale dell'atleta, non ci sono particolari parametri da impostare.
Sostanzialmente c'è il parametro Velocità dove il pilota imposta la velocità richiesta dal rider, con precisione di 0,2 km/h. Esiste inoltre, nei sistemi più aggiornati, un parametro chiamato Kd, con valori che vanno da 80 a 150, dove si può controllare la rigidità del tiro della barca. Ad ogni modo il Kd viene pre-impostato da Perfect Pass a 80, ma con barche molto pesanti, per far sì che il tiro della barca possa essere costante, viene consigliato un valore da 100 a 120.

## Switch

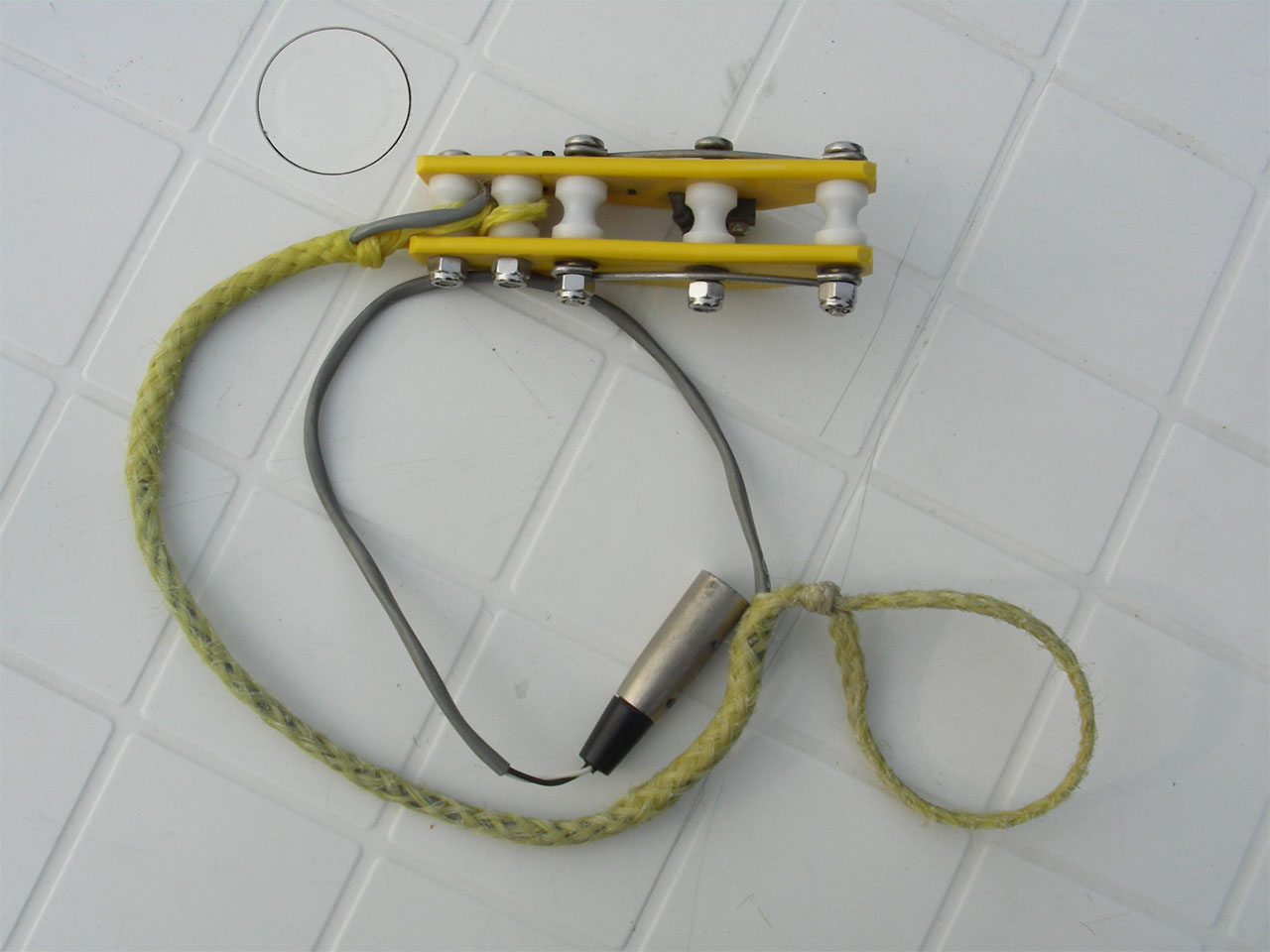
Uno switch per il Salto

Intorno al 2001 la società produttrice del Perfect Pass ha fatto uno studio approfondito, lavorando con un team di atleti di alto livello, per analizzare meglio le caratteristiche di questo apparecchio.
Si è arrivati alla conclusione che l'azione del regolatore di velocità e tutti i suoi benefici, erano ottimi. Ma gli studiosi si sono accorti anche che la “prontezza di riflessi” del congegno era leggermente lenta. 
La soluzione è stata lo switch, un dispositivo che rende perfetti i tempi di reazione della barca e quindi reca un miglioramento sostanziale alle performance degli atleti.
Questo apparecchio viene utilizzato nella disciplina del salto ed in quella dello slalom ai fini di massimizzare la potenza della barca durante il tiro ed allo stesso tempo, soprattutto in slalom, di mantenere una velocità costante che permetta un miglior controllo durante la curva.
Lo switch viene applicato da un'estremità al piantone della barca mentre dall'altra viene connesso alla corda, tramite un moschettone con sicura.
Qualora lo sciatore si trovi in fase di tiro, il congegno si chiude trasmettendo al perfect pass l'impulso di aumentare la potenza, che a sua volta verrà trasmesso all'acceleratore dell'imbarcazione.
Al contrario durante la curva lo switch si allarga trasmettendo il comando di centellinare la potenza della barca, mantenendo la velocità costante.
Il vantaggio che riesce a dare lo switch all'atleta è quindi quello di mettere a disposizione, durante il tiro, una maggiore potenza, consentendo il raggiungimento di una velocità maggiore e, una volta completato il tiro, un maggior controllo in fase di curva e una netta facilità nel fare allargare lo sci, quindi di arrivare in anticipo sulla boa successiva.
Lo switch è lungo 50 cm: di conseguenza per avere una lunghezza di corda omologa a quella ufficiale, bisogna accorciarla degli stessi 50cm. Dall'entrata in commercio dello switch, le varie aziende produttrici di corde da slalom hanno accorciato di 50 cm lo spezzone che va dal bilancino all'accorciamento dei 9,50 m, aggiungendo uno spezzone rimovibile della stessa misura. Questo permette allo sciatore di poter sciare con la sua corda anche in assenza di uno switch. Sebbene in tempi recenti lo strumento sia identico per lo slalom e per il salto, si è soliti averne due da cambiare a seconda della disciplina da trainare. Questo perché, mentre nel salto va fatta passare la corda tra i perni bianchi dello strumento, nello slalom lo switch viene fornito dalla casa con uno spezzone di corda "marina" (diversa dalla corda trainante, di nylon) ed un moschettone di sicurezza, che insieme raggiungono la lunghezza regolamentare di 50 cm.

## Curiosità
- Il Perfect Pass di ultima generazione, ovvero quello che permette la visione di più dati contemporaneamente, al suo primo anno di commercializzazione (2006), ha ricevuto molte contestazioni, poiché lo schermo LCD verde ha dato grossi problemi di visualizzazione, specialmente in giornate molto soleggiate. Nel 2007 è stato messo in circolazione un nuovo modello a schermo bianco, per risolvere il problema della luce.